# Julia Greville
Julia Emma Greville także Julia Radley (ur. 18 lutego 1979) – australijska pływaczka. Brązowa medalistka olimpijska z Atlanty.
Zawody w 1996 były jej jedynymi igrzyskami olimpijskimi. Zdobyła brąz w sztafecie 4x200 metrów stylem dowolnym. Na mistrzostwach świata w 1998 indywidualnie zdobyła brąz na dystansie 200 metrów style dowolnym i była trzecia w sztafecie w stylu dowolnym (4x200 metrów). W drugiej z tych konkurencji zdobyła złoto Igrzysk Wspólnoty Narodów w 1998 oraz brąz mistrzostw świata na krótkim basenie w 1997.